# Алансон-2 (кантон)
Алансон-2 (фр. Alençon-2) — кантон во Франции, находится в регионе Нормандия, департамент Орн. Входит в состав округа Алансон.

## История
Кантон образован в результате реформы 2015 года . 

## Состав кантона с 22 марта 2015 года
В состав кантона входят коммуны (население по данным Национального института статистики за 2018 г.):
- Алансон  (10 645 чел., южные и восточные кварталы)
- Сен-Жермен-дю-Корбеи (3 789 чел.)

## Политика
На президентских выборах 2022 г. жители кантона отдали в 1-м туре Эмманюэлю Макрону 33,0 % голосов против 21,3 % у Жана-Люка Меланшона и 21,2 % у Марин Ле Пен; во 2-м туре в кантоне победил Макрон, получивший 64,7 % голосов. (2017 год. 1 тур: Эмманюэль Макрон – 25,8 %, Франсуа Фийон – 23,1 %, Жан-Люк Меланшон – 17,7 %, Марин Ле Пен – 17,6 %; 2 тур: Макрон – 72,1 %. 2012 год. 1 тур: Франсуа Олланд — 30,8 %, Николя Саркози — 26,5 %, Марин Ле Пен — 15,4 %; 2 тур: Олланд — 55,0 %).
С 2021 года кантон в Совете департамента Орн представляют мэр коммуны Сен-Жермен-дю-Корбеи Жерар Люрсон (Gérard Lurçon) (Разные левые) и вице-мэр города Алансон Фабьян Може (Fabienne Mauger) (Социалистическая партия).
|                | Кандидаты                        | Партия                   | Первый тур | Первый тур     | Второй тур | Второй тур |
| Кол-во голосов | Кандидаты                        | Партия                   | % голосов  | Кол-во голосов | % голосов  |            |
| -------------- | -------------------------------- | ------------------------ | ---------- | -------------- | ---------- | ---------- |
|                | Жерар Люрсон Фабьян Може         | Левый блок               | 1 015      | 44,64          | 1 410      | 60,31      |
|                | Себастьен Маршаль Кристин Руамье | Правоцентристский блок   | 710        | 31,22          | 928        | 39,69      |
|                | Ролан Бедуэ Франсуаза Коньи      | Национальное объединение | 303        | 13,32          |            |            |
|                | Мартин Амель Франсуа Толло       | Разные левые             | 246        | 10,82          |            |            |

|                | Кандидаты                               | Партия                  | Первый тур | Первый тур     | Второй тур | Второй тур |
| Кол-во голосов | Кандидаты                               | Партия                  | % голосов  | Кол-во голосов | % голосов  |            |
| -------------- | --------------------------------------- | ----------------------- | ---------- | -------------- | ---------- | ---------- |
|                | Патрик Линде Кристин Руамье             | Правый блок             | 1 410      | 35,79          | 1 947      | 50,00      |
|                | Натали-Паскаль Асье Эмманюэль Дарсиссак | Социалистическая партия | 1 386      | 35,18          | 1 947      | 50,00      |
|                | Натали Диоло Корантен Пекё              | Национальный фронт      | 801        | 20,33          |            |            |
|                | Анник Гийо Жан-Мишель Реманд            | Левый фронт             | 343        | 8,71           |            |            |